# 法輪功受迫害真相聯合調查團

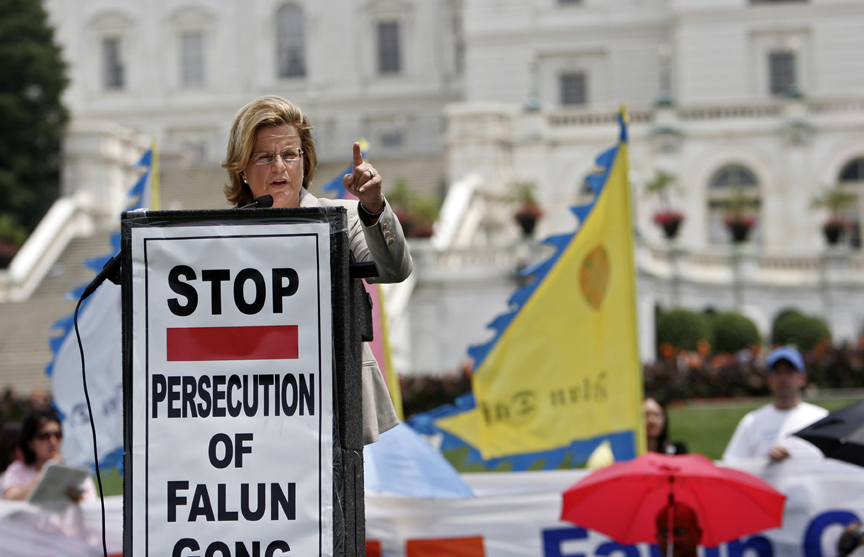
美国国会众议院外交关系委員会主席羅絲·雷提南在講台上發言、要求立即停止對法輪功學員的政治迫害（於美國華盛頓 D.C.）

法輪功受迫害真相聯合調查團 (英文：Coalition to Investigate the Persecution of Falun Gong，縮寫CIPFG)，於2006年4月5日由美國法輪大法協會成立的一個國際非政府組織，全球有分成澳紐分團、亞洲分團、歐洲分團及北美分團，主要目的是調查中國執政當局迫害暨活體摘取法輪功學員器官事件，該組織也在加拿大設有辦事處。2006年，該組織公開發行一份關於中國醫院和監獄涉及苟同中国政府參與活摘法輪功學員器官的調查報告，由前加拿大負責拉美與非洲事務（1997-2002）、負責亞太事務（2002-03）的國務部長大衛·喬高和国际人權律師大衛·麥塔斯（David Matas）经过两个月的独立调查和取证後聯合撰寫而成的。
2010年1月16日，國際人權協會瑞士分部將2009年度的人權獎頒給了大衛·喬高和加拿大著名人權律師大衛·麥塔斯，鼓勵他們為調查中国共产党活摘法輪功學員器官的罪行所付出的巨大努力。

## 歷史

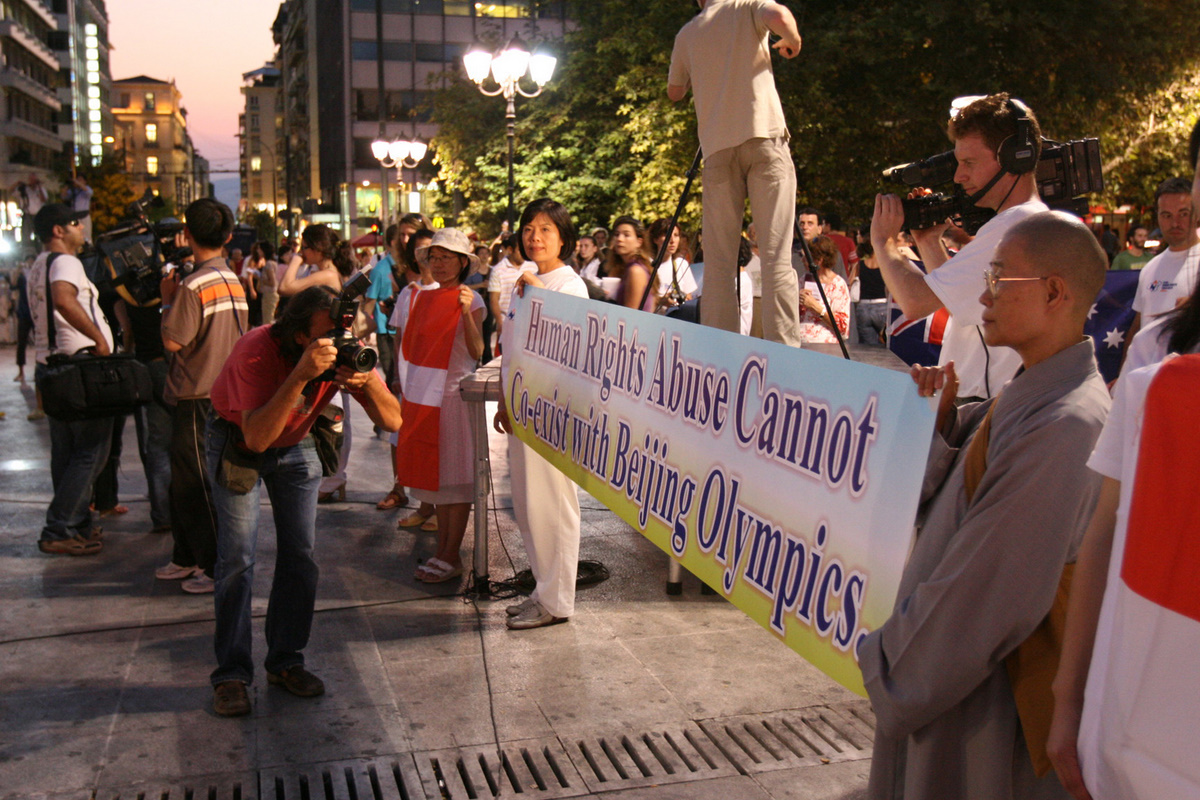
人權聖火傳遞的抗議者們，橫幅上寫著：“侵犯人權行徑不能與北京奧運會共存。"

在2006年12月，澳大利亞政府回應新成立的法輪功受迫害真相聯合調查團的請願書，宣佈結束與中國的器官移植聯合研究計劃 ，以及禁止中國來的醫生們到查理王子醫院和亞歷山德拉公主醫院來進行器官移植的培訓，這些醫生被指控在中國有過不道德的器官移植行為。 
為了抵制在其认为在國內大肆迫害人權的中国政府舉辦2008年夏季奥林匹克运动会，「法輪功受迫害真相聯合調查團」組織人權聖火全球傳遞，走遍歐洲，亞洲，北美和大洋洲的共35個國家和150個城市。
2007年8月9日，於北京奧運會開始的前一年，該組織開始在雅典傳遞人權聖火以和奧運聖火相抗，然而此事也突顯了法輪功組織和其友善組織之間的協調問題。法輪功受迫害真相聯合調查團表示，舉辦人權聖火全球傳遞的宗旨是讓世界人們意識到現今在2008年奥運主辦國中華人民共和國的嚴重人權状況，尤其是對法輪功所谓的迫害。一些知名人士也有參加遊隊，如前中國國家男子籃球隊成員陳凱。

## 外部連結
- 法輪功受迫害真相聯合調查團
- 法輪功受迫害真相聯合調查團 (英文)
- 人權聖火抵港都 政壇跨黨派響應